# Izvorul (roman de Ayn Rand)
Izvorul (în engleză The Fountainhead) este un roman scris în 1943 de autoarea ruso-americană Ayn Rand, primul ei mare succes literar. Protagonistul romanului, Howard Roark, este un tânăr arhitect individualist care proiectează clădiri moderniste și refuză compromisurile cu establishmentului arhitecților care nu erau dispuși să accepte inovația. Roark întruchipează ceea ce Rand crede a fi omul ideal, și lupta lui reflectă convingerea lui Rand că individualismul este superior colectivismului.
Roark se opune a ceea ce el numește „second-handers”, care pun mai mult preț pe conformitate decât pe independență și integritate. Între aceștia se numără fostul coleg de clasă al lui Roark, Peter Keating, care are succes urmând stilurile la modă, dar care face apel la Roark pentru a-l ajuta cu probleme de design. Ellsworth Toohey, un critic de arhitectură⁠(d) socialist care își folosește influența pentru a-și promova agenda politică și socială, încearcă să-i distrugă cariera lui Roark. Editorul de ziar tabloid Gail Wynand urmărește să modeleze opinia populară; el se împrietenește cu Roark, apoi îl trădează atunci când opinia publică se transformă într-o direcție care nu o poate controla. Cel mai controversat personaj este iubita lui Roark lui, Dominique Francon. Ea crede că nonconformismul nu are nicio șansă de a câștiga, astfel încât ea alternează între a-l ajuta pe Roark și a încerca să-l discrediteze. Criticii feminiști au condamnat prima relație sexuală între Roark și Dominique, acuzând-o pe Rand că ia apărarea violului.
Doisprezece editorii au respins manuscrisul până când un editor la Bobbs-Merrill Company⁠(d) și-a riscat slujba pentru a publica romanul. Părerile comentatorilor contemporani au fost împărțite. Unii au lăudat romanul ca un puternic imn închinat individualismului, în timp ce alții spun că este prea lung și lipsit de personaje simpatice. Vânzările inițiale au fost slabe, dar vorba despre carte s-a răspândit din gură în gură și a devenit un bestseller. S-au vândut peste 6,5 milioane de exemplare din Izvorul în întreaga lume și a fost tradusă în peste 20 de limbi. Romanul a atras noi adepți pentru Rand și s-a bucurat de o influență de durată, mai ales în rândul arhitecților și libertarienilor de dreapta⁠(d).
Romanul a fost adaptat de mai multe ori. O versiune ilustrată a fost publicată în foileton în ziare, în 1945. Warner Bros. a produs o versiune cinematografică în 1949; Rand a scris scenariul, și Gary Cooper a jucat rolul lui Roark. Criticii au desființat filmul, care nu și-a recuperat bugetul; mai mulți regizori și scenariști s-au gândit la o nouă adaptare. În 2014, regizorul belgian de teatru Ivo van Hove⁠(d) a creat o adaptare de scenă⁠(d), care a primit în general recenzii pozitive.
1. ↑  Internet Speculative Fiction Database, accesat în 21 aprilie 2025
2. ↑  Internet Speculative Fiction Database, accesat în 30 martie 2025